# Герб Пісків (Миргородський район)
Герб Пісків — офіційний символ села Піски, Миргородського району Полтавської області, затверджений 30 вересня 1996 року рішенням сесії сільської ради
Автор — А. Гречило.

## Опис
У золотому полі два скошені навхрест вістрями додолу сині мечі з чорними руків'ями, над ними — синя 6-променева зірка над синім півмісяцем, ріжками догори.

## Зміст
Основою для символів став сюжет із печатки Янишпільської козацької сотні з ХVІІІ ст., адмінцентром якої було містечко Піски, котре мало тоді паралельну назву Янушполе чи Янишпіль.
Щит увінчано червоною міською короною, що вказує на село, яке давніше було містечком.